# 2020 PN1
2020 PN1 ist ein sehr kleiner erdnaher Asteroid, der am 12. August 2020 vom Asteroid Terrestrial-impact Last Alert System des Haleakalā-Observatoriums auf Maui (ATLAS-HKO) entdeckt wurde.
Der Asteroid umkreist die Sonne auf einer annähernd kreisförmigen Umlaufbahn; es handelt sich um einen koorbitales Objekt, das die Erde auf einer Hufeisenumlaufbahn begleitet.
2020 PN1 dient als Reserveziel für eine geplante Mission der Nationalen Raumfahrtbehörde Chinas zur Technologieerprobung für die Bahnablenkung von potentiell gefährlichen Asteroiden im Jahr 2025.

## Umlaufbahn
Die große Halbachse der Umlaufbahn von 2020 PN1 betrug im August 2021 0,9996 AE, ein Jahr später dann 1,0007 AE.
Damit entspricht sie etwa der der Erdbahn (1,0000 AE), sie besitzt jedoch mit 0,13 eine höhere Exzentrizität als die Erdbahn (0,02). Ihr sonnenächster Punkt, das Perihel, liegt rund 0,87 AE von der Sonne entfernt, der sonnenfernste Punkt, das Aphel, 1,13 AE. Die Bahnebene von 2020 PN1 ist zwischen 4,88° (2021) und 5,02° (2022) zur Erdbahn geneigt, die siderische Umlaufzeit beträgt ein Jahr. Da die große Halbachse der Umlaufbahn manchmal etwas kleiner als 1 AE ist und manchmal etwas größer, wechselt die Klassifizierung von 2020 PN1 zwischen Aten-Typ und Apollo-Typ.
Zum Zeitpunkt der Feststellung der Bahnelemente am 5. Juli 2021 (Julianisches Datum 2.459.400,5) kam 2020 PN1 der Erde bis auf 0,0246 AE nahe. Die Warngrenze für einen potenziell gefährlichen Asteroiden beträgt 0,05 AE, was 2020 PN1 prinzipiell in diese Kategorie fallen lässt.

## Physikalische Eigenschaften
2020 PN1 besitzt eine absolute Helligkeit von 25,47 mag. Bei einer angenommenen Albedo von 0,15 und einer annähernd runden Form würde das einen Durchmesser von etwa 28 m ergeben.
Damit reduziert sich seine Gefährlichkeit – nach der derzeit gültigen Definition gelten nur Asteroiden mit einem Durchmesser von mehr als 140 m als ernsthafte Gefahr für die Erde. Zum Vergleich: der Asteroid der beim Ries-Ereignis in Süddeutschland einen 24 km großen Krater erzeugte, hatte einen Durchmesser von 1,5 km.